# Leptosidia
Leptosidia là một chi bướm đêm thuộc họ Geometridae.